# ABU Robocon 2012
Robocon Kowloon 2012 là cuộc thi Robocon được tổ chức lần thứ 11 của Hiệp hội phát thanh truyền hình châu Á Thái Bình Dương diễn ra tại thành phố Hồng Kông, Hồng Kông.

## Giới thiệu
Mỗi đội có 3 robot: Robot bằng tay, Robot tự động, Robot thu thập.
Luật thi được dựa trên lễ hội hái bánh bao của người Trung Hoa. Khi bắt đầu trận đấu, robot bằng tay sẽ gắp 1 đồng xu may mắn bỏ vào trong Token Box trước khi đi vào hầm, hoàn thành nhiệm vụ này sẽ được 10 điểm. Sau đó, robot tự động được phép xuất phát, khiêng 1 rổ ở vùng chung và đặt vào bất kỳ vị trí nào của khu vực robot bằng tay, hoàn thành nhiệm vụ được 20 điểm. Đồng thời Robot bằng tay khiêng Robot thu thập và đặt vào Robot tự động, hoàn thành nhiệm vụ được 10 điểm. Có 2 lựa chọn để tiến hành:
Lựa chọn 1: Robot tự động sẽ khiêng robot thu thập qua cầu, robot bằng tay khiêng rổ đi đến đảo, Robot tự động khiêng robot thu thập tới khu vực cầu thang, robot thu thập sẽ di chuyển lên cầu thang, hoàn thành nhiệm vụ được 30 điểm. Robot bằng tay mang rổ và đặt vào vị trí để rổ trên đảo, hoàn thành nhiệm vụ được 10 điểm. Robot thu thập lấy bánh bao trên tháp bánh bao thả vào rổ, 1 bánh bao ở tầng thấp nhất được 10 điểm, 1 bánh bao ở tầng giữa được 25 điểm. Robot bằng tay khiêng robot thu thập lên tầng cao nhất, lấy bánh bao trên tầng cao nhất và thả vào rổ. Sau khi hoàn thành bỏ chiếc bánh vừa rồi vào rổ thì sẽ giành chiến thắng tuyệt đối.
Lựa chọn 2: Robot tự động khiêng 1 rổ, cõng robot thu thập qua cầu đến đảo và đặt rổ tại bất kỳ vị trí nào ở vùng cho robot bằng tay, hoàn thành nhiệm vụ được 20 điểm. Sau đó, robot tự động chạy đến vùng Loading 3 (kế bên đường hầm) và đặt robot thu thập vào đó, hoàn thành nhiệm vụ được 30 điểm. Robot bằng tay khiêng robot thu thập và rổ, chạy đến đảo và đặt robot thu thập lên đảo, đồng thời đặt rổ vào vị trí để rổ trên đảo, hoàn thành nhiệm vụ được 10 điểm. Robot thu thập để có điểm thì sẽ lấy bánh bao trên tháp bánh bao thả vào rổ ở tầng thấp nhất và tầng giữa. Robot bằng tay khiêng robot thu thập lên tầng cao nhất, lấy bánh bao trên tầng cao nhất và thả vào rổ. Sau khi hoàn thành bỏ chiếc bánh vừa rồi vào rổ thì sẽ giành chiến thắng tuyệt đối.
Mỗi trận đấu diễn ra trong 180 giây, chiến thắng tuyệt đối gọi là "Peng On Dai Gat"

## Danh sách các đội tham dự
| STT | Quốc gia    | Trường đại học đại diện                          | Đài truyền hình                             |
| --- | ----------- | ------------------------------------------------ | ------------------------------------------- |
| 1   | Brunei      | Đại học Brunei Darussalam                        | Đài phát thanh truyền hình Brunei           |
| 2   | Trung Quốc  | Đại học Khoa học điện tử và Công nghệ Trung Quốc | Đài truyền hình Trung ương Trung Quốc       |
| 3   | Fiji        | Đại học Nam Thái Bình Dương                      | Công ty TNHH truyền hình Fiji               |
| 4   | Hồng Kông 1 | Đại học Công nghệ Hồng Kông                      | Đài Phát thanh - Truyền hình Hồng Kông      |
| 5   | Hồng Kông 2 | Đại học Hồng Kông                                | Đài Phát thanh - Truyền hình Hồng Kông      |
| 6   | Ấn Độ       | Viện công nghệ Maharashtra                       | Doordarshan                                 |
| 7   | Indonesia   | Viện công nghệ 10 tháng 11                       | Televisi Republik Indonesia                 |
| 8   | Nhật Bản    | Đại học Tokyo                                    | Tập đoàn truyền hình Nhật Bản (NHK)         |
| 9   | Kazakhstan  | Đại học Công nghệ thông tin Quốc tế              | Thông tấn Khabar                            |
| 10  | Malaysia    | Đại học Công nghệ Malaysia                       | Đài phát thanh & truyền hình Malaysia       |
| 11  | Mông Cổ     | Đại học Khoa học và Công nghệ Mông Cổ            | Đài phát thanh & truyền hình Mông Cổ        |
| 12  | Nepal       | Đại học Tribhuvan IOE                            | Tập đoàn truyền thông Nepal                 |
| 13  | Pakistan    | Trung tâm Nghiên cứu cao cấp về kỹ thuật         | Đài phát thanh và truyền hình Pakistan      |
| 14  | Nga         | Đại học Kỹ thuật nhà nước Nga                    | Công ty phát thanh truyền hình nhà nước Nga |
| 15  | Sri Lanka   | Đại học Moratuwa                                 | Công ty TNHH Mạng truyền hình độc lập       |
| 16  | Thái Lan    | Đại học Dhurakijpundit                           | MCOT                                        |
| 17  | Việt Nam    | Đại học Lạc Hồng                                 | Đài truyền hình Việt Nam                    |

## Kết quả chia bảng
| Bảng A      | Bảng B     | Bảng C     | Bảng D   | Bảng E      | Bảng F    |
| ----------- | ---------- | ---------- | -------- | ----------- | --------- |
| Hồng Kông 2 | Trung Quốc | Thái Lan   | Nhật Bản | Hồng Kông 1 | Việt Nam  |
| Brunei      | Malaysia   | Kazakhstan | Nga      | Nepal       | Indonesia |
| Mông Cổ     | Ấn Độ      | Fiji       | Pakistan | Sri Lanka   |           |

## Vòng đấu loại trực tiếp
|  | Tứ kết      | Tứ kết     |            |      | Bán kết | Bán kết |  |  | Chung kết | Chung kết |
|  |             |            |            |      |         |         |  |  |           |           |
|  |             |            |            |      |         |         |  |  |           |           |
|  |             |            |            |      |         |         |  |  |           |           |
|  | Hồng Kông 2 | 30         |            |      |         |         |  |  |           |           |
|  | Hồng Kông 2 | 30         |            |      |         |         |  |  |           |           |
|  | Việt Nam    | PODG       |            |      |         |         |  |  |           |           |
|  | Việt Nam    | PODG       | Việt Nam   | PODG |         |         |  |  |           |           |
|  |             |            | Việt Nam   | PODG |         |         |  |  |           |           |
|  |             |            | Nhật Bản   | 80   |         |         |  |  |           |           |
|  | Nhật Bản    | PODG       | Nhật Bản   | 80   |         |         |  |  |           |           |
|  | Nhật Bản    | PODG       |            |      |         |         |  |  |           |           |
|  | Mông Cổ     | 0          |            |      |         |         |  |  |           |           |
|  | Mông Cổ     | 0          | Việt Nam   | 40   |         |         |  |  |           |           |
|  |             |            | Việt Nam   | 40   |         |         |  |  |           |           |
|  |             | Trung Quốc | PODG       |      |         |         |  |  |           |           |
|  | Thái Lan    | Trung Quốc | PODG       | PODG |         |         |  |  |           |           |
|  | Thái Lan    |            |            | PODG |         |         |  |  |           |           |
|  | Ấn Độ       | 50         |            |      |         |         |  |  |           |           |
|  | Ấn Độ       | 50         | Thái Lan   | 105  |         |         |  |  |           |           |
|  |             |            | Thái Lan   | 105  |         |         |  |  |           |           |
|  |             |            | Trung Quốc | PODG |         |         |  |  |           |           |
|  | Hồng Kông 1 | 40         | Trung Quốc | PODG |         |         |  |  |           |           |
|  | Hồng Kông 1 | 40         |            |      |         |         |  |  |           |           |
|  | Trung Quốc  | PODG       |            |      |         |         |  |  |           |           |
|  | Trung Quốc  | PODG       |            |      |         |         |  |  |           |           |
|  |             |            |            |      |         |         |  |  |           |           |

## Kết quả
| Vô địch Robocon Hòng Kông 2012 Đại học Khoa học điện tử và Công nghệ Trung Quốc - Trung Quốc Lần thứ năm |

==Tham khảo==